# 루수이 (요리)
루수이(중국어 간체자: 卤水, 정체자: 滷水, 병음: lǔshuǐ) 또는 루즈(중국어 간체자: 卤汁, 정체자: 滷汁, 병음: lǔzhī)는 중국 요리에 쓰이는 씨육수이다. 특히 광둥·푸젠 요리에 널리 쓰인다.

## 같이 보기
- 루웨이
- 다시
- 부용